# アウディ・RS2
RS2 (Audi RS 2) は、ドイツの自動車メーカーであるアウディがかつて販売していたスポーツワゴンである。

## 概要
1993年のフランクフルトモーターショーで発表され、1994年より生産開始。80アバント（B4系）をベースにポルシェがカスタマイズを施したスペシャルモデルで、2,200台限定生産の予定であったが最終的には2,891台が生産された。
搭載されるエンジンは2.2 L 直列5気筒DOHCターボで、スペックは315bhp(232kw)/6,500rpm、410Nm/3,000rpm。パフォーマンスは最高速度が約262km/h、0-100km/hは5.4秒、0-200km/hは22.2秒である。
ブレーキキャリパーとブレーキディスクローターはブレンボ製のポルシェ・928S4用、ホイールはポルシェ・964カップデザインの17インチの物が使用されている。エンブレムと車検証入れにもアウディとポルシェ双方の名が入っている。
アウディでの塗装工程を経た後にポルシェに送られ、ボディ補強と最終組み立てが行われた。ボディカラーは11色用意されたが、特注色の個体も存在する。タイヤは245/40ZR17のダンロップSPスポーツ8000。

## エピソード
RS2の開発以前、ポルシェはメルセデス・ベンツと共同開発した500Eを発表し、続いてアウディとのコラボによるRS2の開発に着手した。しかしメルセデスがポルシェに対して「無断でアウディと共同開発していた」として態度を硬化させたため、ポルシェは500Eの生産を中止し、工場に存在していた500Eの生産ラインはそのままRS2用に転用された。
生産はポルシェのRossle-Bau Plant（ポルシェ・959を生産、ラインとは別の少量生産向けハンドメイド工場）で行われた。ポルシェによる型式はPorsche Typ 2862である。
当時、親会社のフォルクスワーゲン会長であったフェルディナント・ピエヒによって特注された、セダンベースのRS2が1台のみ存在する。